# Ribbit
Ribbit (deutsch „quaken“) war ein Schachprogramm, das Anfang der 1970er-Jahre von Studenten der kanadischen Universität Waterloo (UW) geschrieben wurde. Im Jahr 1974 belegte es bei der Computerschachweltmeisterschaft den dritten Platz und siegte im selben Jahr bei der 5. Computer-Schachmeisterschaft der USA. Sein Nachfolger, genannt Treefrog (deutsch „Baumfrosch“), belegte ein Jahr später (1975) den zweiten Platz bei der 6. Nordamerikanischen Computerschachmeisterschaft.

## Geschichte
Entwickelt wurde Ribbit in den frühen 1970er-Jahren an der UW durch die Informatik-Studenten Ron Hansen, Russell Cook, Jim Parry sowie Gary Calnek, der etwas später dazustieß. Es war in Fortran geschrieben, eine zu der Zeit sehr gebräuchliche objektorientierte Programmiersprache, und lief auf einem Honeywell-6000-Computer.